# 사야엔도/맨발의 신데렐라 보이
〈사야엔도/맨발의 신데렐라 보이〉(일본어: サヤエンドウ/裸足のシンデレラボーイ サヤエンドウ/はだしのシンデレラボーイ[*])는 NEWS의 5번째 싱글이다.

## 개요
NEWS의 첫 양 A면 싱글이다. 초회 생산 한정반과 통상반은 자켓 디자인·수록곡순이 다르다. 당초는 2006년 1월에 레코딩을 한 것이 수록될 예정이었지만, 동년 2월에 쿠사노 히로노리의 불상사가 발각되었기 때문에, 급거, 쿠사노를 제외한 6명이서 레코딩을 다시 해, 발매에 이르렀다. 불상사의 연대책임을 택하기 위해, 이 싱글의 프로모션 활동은 자숙되어 음악 프로그램등에의 출연을 일절 하지 않았지만, 2007년에 활동을 재개하고 나서 《더 소년구락부 프리미엄》 《뮤직 스테이션》등에서 피로했다.
쟈니즈 엔터테인먼트의 공식 사이트에서는, CD 발매를 기념해 야채인 완두 안의 콩이 활약하는 8컷 만화를 게재해, 가사의 세계관을 대사 없이 나타냈다. 또, 동 만화를 기초로 하는 색칠 그림 기획도 실시해, 모집한 작품에서 우수한 것은 공식 사이트상에서 발표되었다.
본작으로 NEWS는 메이저 데뷔 싱글 〈희망~Yell~〉이래, 오리콘 차트로 5작 연속 첫 등장 1위를 기록. 이것은 KinKi Kids·히카루GENJI에 이은 역대 단독 3위.

## 수록곡

### 초회 생산 한정반
1. サヤエンドウ / 사야엔도
작사: zopp / 작곡·편곡: Shusui, Fredrik Hult, Jonas Engstrand, Ola Larsson
  - 영화 《ONE PIECE THE MOVIE 기계 태엽성의 메카 거병》 주제가.
2. 裸足のシンデレラボーイ / 맨발의 신데렐라 보이
작사: zopp / 작곡: Larry Forsberg, Sven-lnge Sjoberg, Lennart Wastesson
  - 텔레비전 드라마 《한순간 바람이 되어라》(후지 TV 계열) 주제가.

사양·봉입 특전
- 3면 6페이지 소책자
- 픽처 라벨

### 통상반
1. 裸足のシンデレラボーイ / 맨발의 신데렐라 보이
2. サヤエンドウ / 사야엔도
3. 裸足のシンデレラボーイ（オリジナルカラオケ）
4. サヤエンドウ（オリジナルカラオケ）

사양·봉입 특전
- 2면 4페이지 소책자